# Joseph Russell Smith
Joseph Russell Smith (3 de febrero de 1874-26 de febrero de 1966) fue un geógrafo estadounidense. Trabajó en el Departamento de Geografía e Industria de la Universidad de Pensilvania y más tarde en la Escuela de Negocios de Columbia, donde presidió el programa de geografía económica. De 1941 a 1942, fue presidente de la Asociación Estadounidense de Geógrafos.
Es considerado el padre del campo de la agrosilvicultura.

## Biografía

### Infancia y educación
Smith nació en la región de Piedmont de Virginia y se crio en un hogar cuáquero que se centró en la agricultura. Asistió a la Wharton School para obtener su licenciatura, pero tuvo un período de licenciatura prolongado que duró cinco años, de 1893 a 1898, debido a que tuvo que enseñar de forma paralela para pagar su asistencia a la universidad. Posteriormente, realizó sus estudios de posgrado con Emory Richard Johnson y en 1899 se le asignó trabajar con la Comisión del Canal del Istmo para investigar cómo el canal afectaría a las empresas comerciales a través de la nueva ruta marítima centroamericana. Pasó partes posteriores de su educación investigando la importancia de la investigación geográfica, que no se ofrecía como curso principal de estudio en ese momento en las escuelas. Un año en el extranjero en Alemania y el tiempo dedicado a investigar las ciudades portuarias del país junto con Friedrich Ratzel y Karl Sapper le permitieron comprender mejor que se requería más que la geografía física para la comprensión general de estos temas por parte de los estudiantes. No mucho después, completó su tesis en 1903 con su titulada "La Organización del Comercio Marítimo".

### Carrera profesional
Después de graduarse, a Smith se le otorgó un puesto de instructor en Wharton School y esto resultó en que tuviera que desarrollar sus propios libros de texto para los cursos que impartía, lo que lo llevó a muchos de sus lanzamientos literarios en una variedad de industrias. Su texto universitario oficial y principal se tituló Industrial and Commercial Geography, que fue el primer texto colegiado de EE. UU. sobre el tema de la geografía económica, y fue gracias al éxito de este texto que pudo organizar formalmente el Departamento de Geografía e Industria de la Universidad. En 1919, el hecho de que la Escuela Wharton no pagara adecuadamente los salarios de sus diez estudiantes asistentes llevó a Smith a renunciar a su cargo y asumir un nuevo trabajo como jefe del departamento de geografía económica que se formó en la nueva Escuela de Negocios de Columbia. Durante ese mismo año, Smith se retiró de la investigación académica directa para poder trabajar en su próximo libro, Influence of the Great War Upon Shipping, según lo solicitado y financiado por Carnegie Endowment for International Peace . También realizó un viaje a Rusia junto con Herbert Hoover para ayudar a la Administración de Ayuda Estadounidense en sus esfuerzos por controlar y combatir la hambruna rusa de 1921–22 . Posteriormente, continuó viajando por todo el mundo a lo largo de la década de 1920 con el fin de seguir reuniendo materiales para futuros libros. Se retiró de su puesto de jefe departamental en la Universidad de Columbia en abril de 1940.
En 1929, publicó su libro Tree Crops: A Permanent Agriculture, que serviría como una de las primeras fuentes y motivadores para el campo de la agrosilvicultura, aunque no se convertiría en un verdadero campo científico hasta la década de 1960. El ímpetu para el libro surgió de sus viajes por todo el mundo en los que vio los impactos negativos de la erosión del suelo en varios países. Así que centró su libro en la idea de la reproducción de árboles y el desarrollo de cultivares genéticamente superiores que podrían cultivarse en suelos pobres, a menudo montañosos, para mejorarlos. También sugirió la creación de muchas sucursales nacionales de un "Instituto de Agricultura de Montaña" para mantener estos esfuerzos. Smith discutió su investigación sobre mejoramiento agrícola general en el decimoséptimo congreso internacional de la Unión Geográfica Internacional en 1952 y presentó ideas hipotéticas sobre tecnologías futuras, incluidos métodos para eliminar la sal del agua del océano y usar energía solar para ayudar en el riego de desiertos y zonas áridas. tierras mediante el bombeo de agua de los ríos de las regiones montañosas.

## Reconocimientos y premios
Gracias a su artículo "Plan or Perish" publicado en la edición de julio de 1927 de Survey Graphic que discutía un plan para controlar los altos niveles de agua en el valle del Mississippi después de una inundación, Smith ganó el premio Harmon de $500 y una medalla de oro del Harmon Fundación en diciembre de ese año. En 1956, Smith recibió la Medalla Geográfica Cullum de la Sociedad Geográfica Estadounidense. También recibió doctorados honorarios de la Universidad de Columbia (en 1929) y la Universidad de Pensilvania (en 1957).

## Vida personal
Cuando era niño, Smith estuvo expuesto a las tradiciones religiosas del movimiento cuáquero liberal, y mantuvo esas creencias por el resto de su vida, lo que lo llevó a ser muy interactivo con la comunidad cuáquera alrededor de Swarthmore, Pensilvania. En 1930, Smith se unió a un proyecto junto con Jesse H. Holmes y otros profesores para "modernizar" el movimiento cuáquero para estar en línea con el conocimiento científico y hacer de sus creencias colectivas un movimiento "sin credos" que combinara su comprensión de Dios y la ciencia.
Se casó con su esposa, Henrietta Stewart, en 1898 y ella viajó con él a Alemania y por toda Europa durante sus estudios y actividades académicas posteriores. Durante sus últimos años desde la década de 1930 en adelante, su participación en la investigación y el liderazgo universitario disminuyó debido a que se tomó el tiempo para cuidar a su esposa y su empeoramiento de las discapacidades hasta su muerte en 1962. Juntos, tuvieron tres hijos. Se volvió a casar en 1964 con Bessie Wilmarth Gahn. Smith murió a la edad de 92 años el 26 de febrero de 1966.

### Huerta
Smith tenía un vivero y un huerto en las afueras de Round Hill, Virginia, donde propagó árboles que consideró útiles. Las últimas décadas de su vida lo involucraron tratando de vencer el tizón del castaño y desarrolló 20 variedades de castaño chino junto con el USDA para crear un castaño resistente al tizón.
Smith recolectó varios tipos de caqui cerca de la Gran Muralla China en 1925. Es posible que algunos de los árboles aún sobrevivan en su huerto.

## Libros
- El transatlántico (1908)[17][18]
- Geografía industrial y comercial (1913)[1]
- Los recursos alimentarios del mundo (1919)
- Influencia de la Gran Guerra sobre el envío (1919)
- América del Norte (1925), Edición revisada (1940)[19][20]
- Cultivos arbóreos: una agricultura permanente (1929)[21][22]